# Thøger Birkeland
Thøger Birkeland (Kalundborg, 20 de março de 1922 - 6 de abril de 2011) foi um escritor e professor dinamarquês, conhecido principalmente por seus livros infantis.
Suas obras mais notáveis são Saftevandsmordet e as histórias sobre Krummerne. Birkeland recebeu vários prêmios literários em seu país: Kulturministeriets Børnebogspris (1962), Danmarks Skolebibliotekarers Børnebogspris (1980), Den danske boghandlermedhjælperforenings børnebogspris (1981) e, junto com Bjarne Reuter, recebeu o Kommunernes Skolebiblioteks forenings Forfatterpris (1983).